# Iasamani
Iasamani (груз. იასამანი) — шостий студійний альбом грузинського гурту Мґзавребі, представлений 11 листопада 2016 року.

## Про альбом
У 2016 році гурту виповнилось 10 років, і саме тому було вирішено назвати альбом Iasamani (იასამანი, що в перекладі з грузинської означає «бузок»). Як зазначають музиканти, це така своєрідна спроба з нагоди дня народження подарувати шанувальникам квіти. Звучання композицій альбом відрізняється під недавніх робіт гурту. Музиканти вирішили повернутись до експериментів із струнними і духовими інструментами. І, як завжди, в альбомі можна почути грузинські народні інструменти. Як зазначає Гігі Дедаламазішвілі:
|  | Цей альбом про нашу 10-річну творчість, про вдячність друзям і слухачам. Він починається з подяки і закінчується обіцянкою один одному, що будемо чесними або хоча б постараємося, будемо любити справу, якою займаємося. Це головний посил цього альбому. |

## Список композицій
| #     | Назва         | Тривалість |
| ----- | ------------- | ---------- |
| 1.    | «Iasamani»    | 3:38       |
| 2.    | «Fanduri»     | 3:10       |
| 3.    | «Zurgchanta»  | 3:31       |
| 4.    | «Gzaze»       | 3:08       |
| 5.    | «Domino»      | 3:54       |
| 6.    | «Relado»      | 3:49       |
| 7.    | «Только ты»   | 3:04       |
| 8.    | «Piramidebi»  | 3:36       |
| 9.    | «Iavnana»     | 3:23       |
| 10.   | «Vazi»        | 3:49       |
| 11.   | «Gala»        | 4:20       |
| 12.   | «Gamodi»      | 3:23       |
| 13.   | «Sanamgulebs» | 3:59       |
| 14.   | «Пообещай»    | 4:12       |
| 50:56 |               |            |